# Treignac
Treignac é uma comuna francesa na região administrativa da Nova Aquitânia, no departamento de Corrèze. Estende-se por uma área de 36,73 km². Em 2010 a comuna tinha 1 404 habitantes (densidade: 38,2 hab./km²).
Pertence à rede das As mais belas aldeias de França.